# 2016年リオデジャネイロオリンピックの聖火リレー

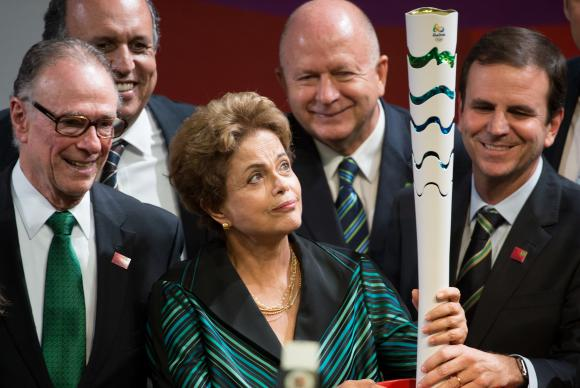
聖火トーチを持つジルマ・ルセフ大統領。左はブラジルオリンピック委員会（BOC）会長カルロス・ヌズマン、右はリオデジャネイロ市長エドゥアルド・パエス

2016年リオデジャネイロオリンピックの聖火リレー（2016ねんリオデジャネイロオリンピックのせいかリレー）は、リオデジャネイロオリンピックに向けて行われた聖火リレーである。2016年4月21日にギリシャのオリンピアで採火された聖火は4月27日にアテネに到着した。ブラジル国内でのリレーは5月3日に首都ブラジリアから始まり、27のすべての州都と連邦直轄区を含む300を超える都市を巡った後、8月5日に開会式会場であるリオデジャネイロのエスタジオ・ド・マラカナンに到着し、リオデジャネイロオリンピックの開会式として締めくくられた。

## ギリシャ国内のルート
4月21日
01. オリンピア
02. ピルゴス
03. アマリアダ
04. レヘナ
4月22日
05. ザキントス島
06. パトラ
07. リオン・アンティリオン橋
08. メソロンギ
09. アスタコス
10. レフカダ島
11. ニコポリス
12. プレヴェザ
4月23日
13. イグメニツァ
14. ケルキラ島
15. ヨアニナ
16. ヴェリア
4月24日
17. テッサロニキ
18. セレス
19. ドラマ
20. カヴァラ
4月25日
21. アレクサンドルーポリ
22. コモティニ
23. クサンティ
24. カテリーニ
4月26日
25. ラリサ
26. ハルキス
27. マラトン
4月26日–28日
28. アテネ

## スイス国内のルート
4月29日
01. ローザンヌ
4月30日
02. ジュネーヴ

## ブラジル国内のルート

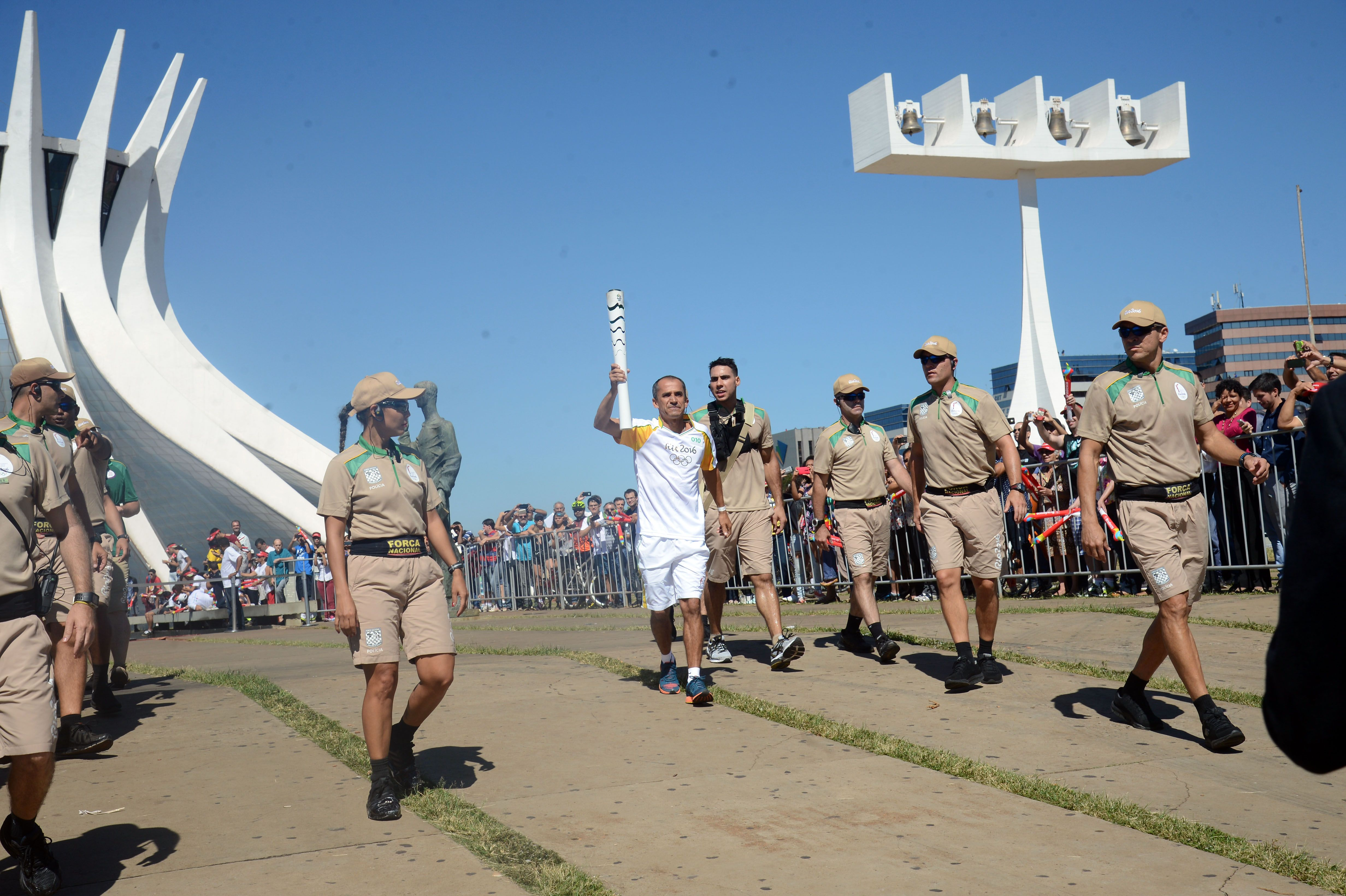
ブラジリアで聖火リレーを走るバンデルレイ・デ・リマ（5月3日）
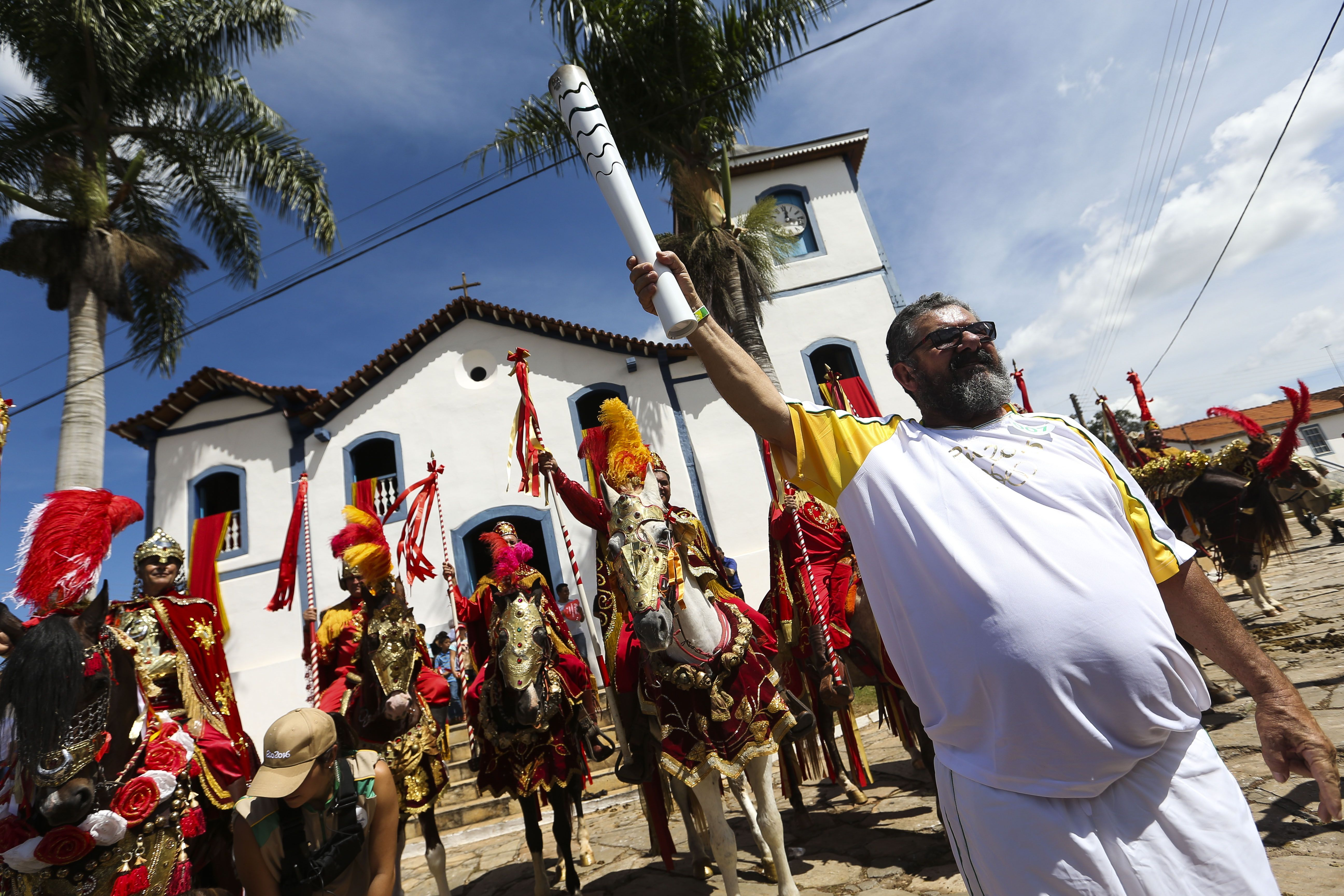
コルンバ・デ・ゴイアス（英語版、ポルトガル語版）でのリレー（5月4日）
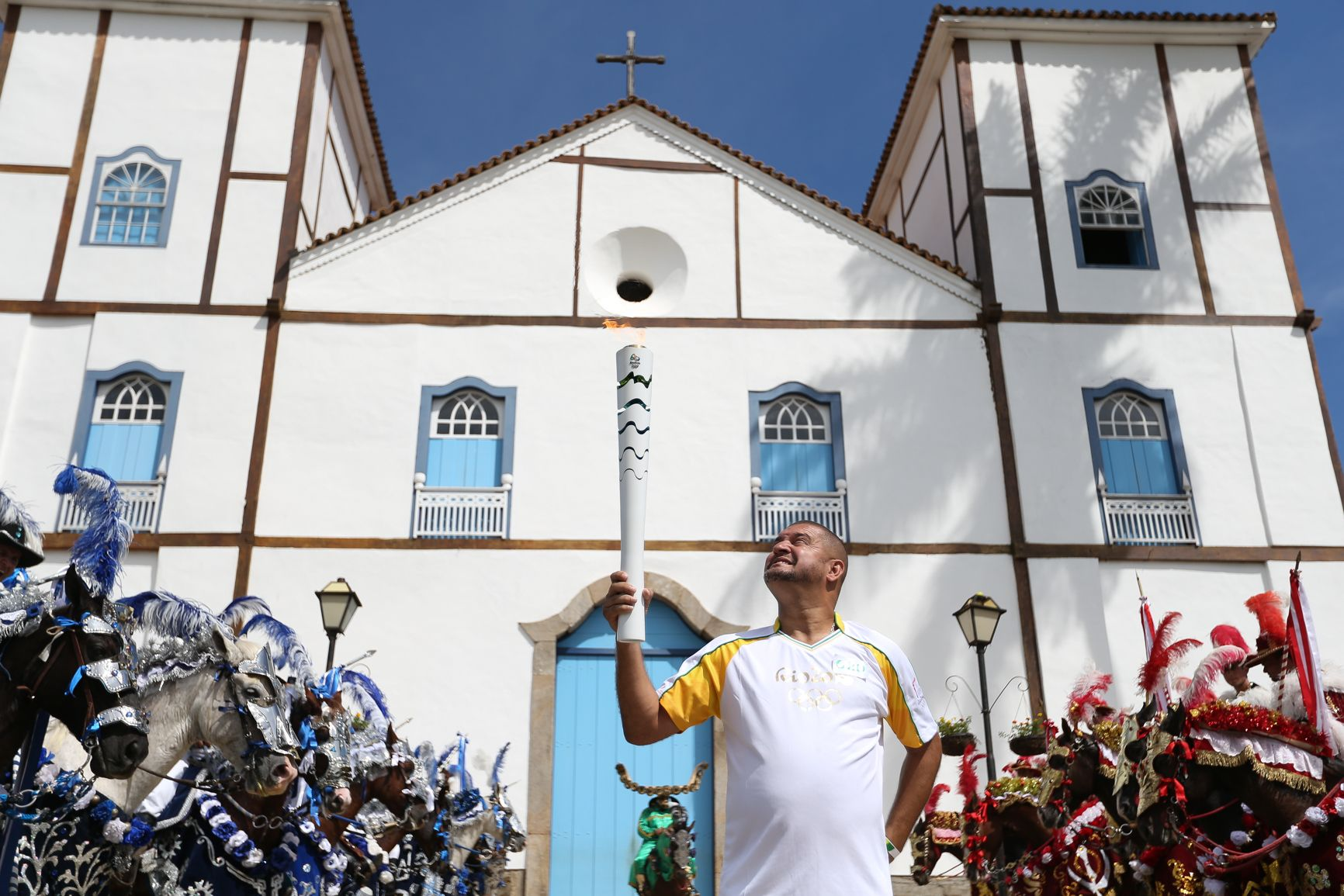
ピレノポリス（英語版、ポルトガル語版）でのリレー（5月4日）
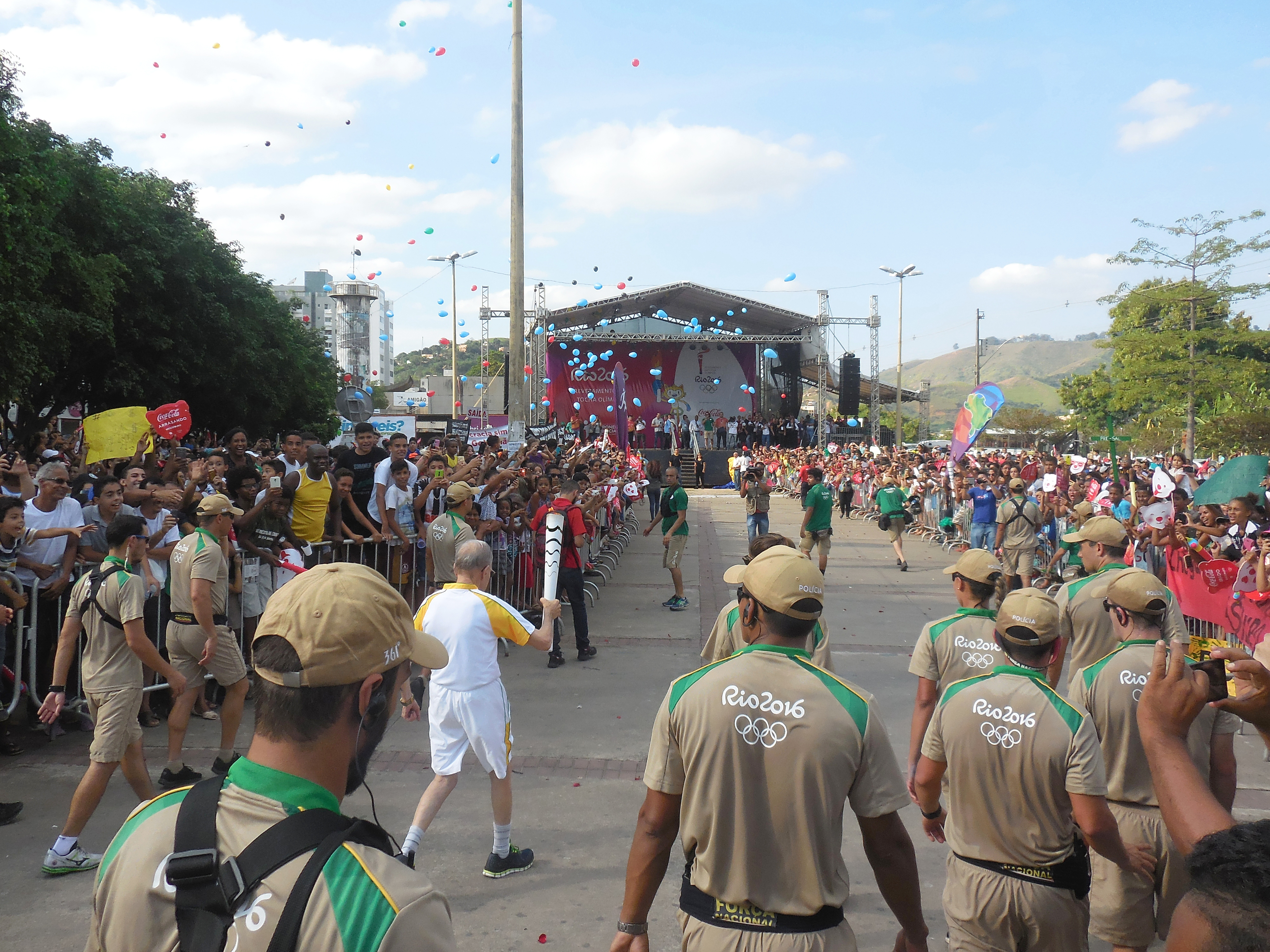
コロネル・ファブリシアーノで聖火リレーを走るレリス・ララ（英語版、ポルトガル語版）司教（5月12日）
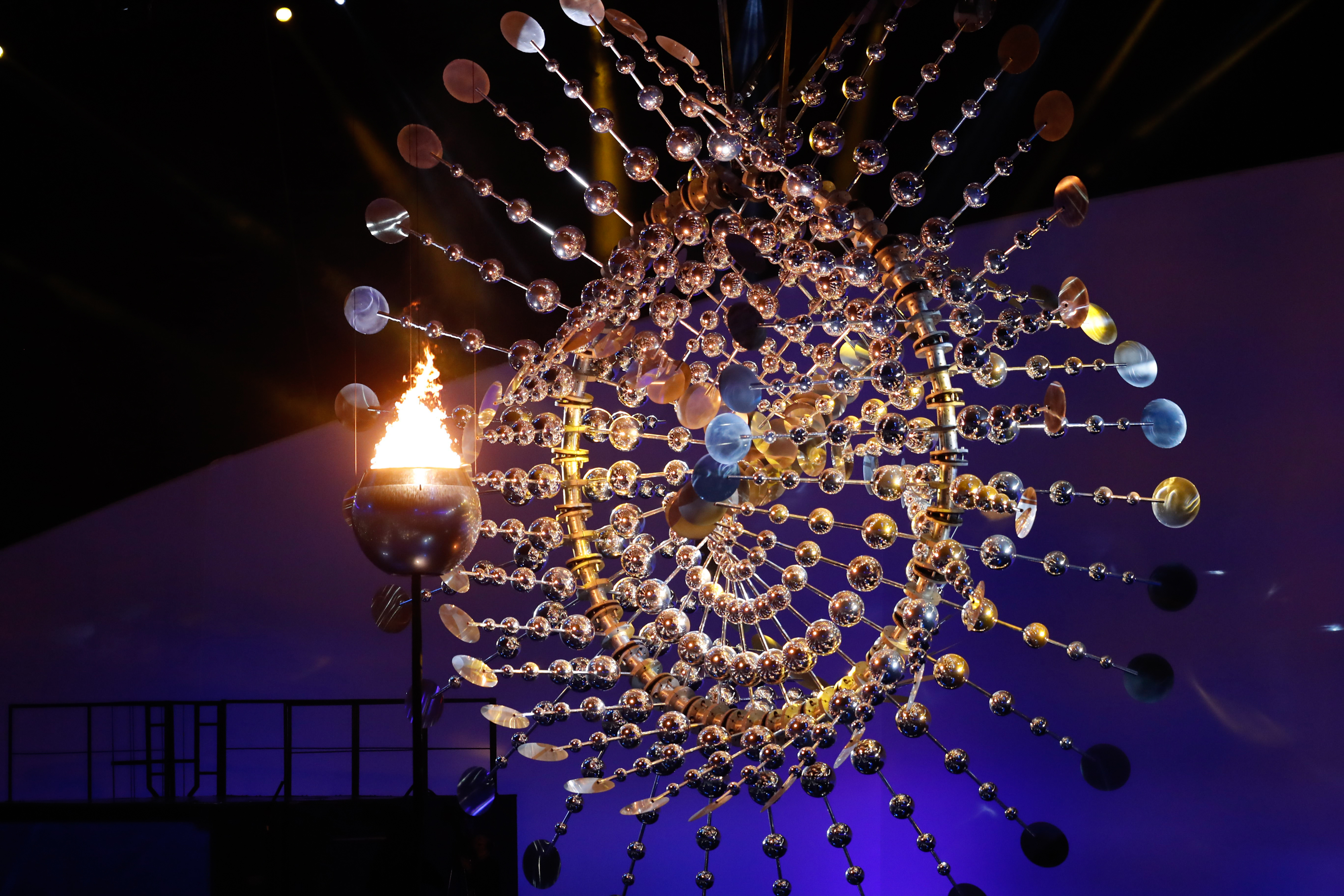
聖火リレー最終地点、リオデジャネイロ、エスタジオ・ド・マラカナン（8月5日）

5月3日
01. ブラジリア
5月4日
02. コルンバ・デ・ゴイアス
03. ピレノポリス
04. アナポリス
5月5日
05. イタベライ
06. ゴイアス
07. イニュマス
08. ゴイアニア
5月6日
09. トリンダージ
10. アパレシダ・デ・ゴイアニア
11. ピラカンジュバ
12. モリニョス
13. カルダス・ノバス
5月7日
14. ピレス・ド・リオ
15. イパメリ
16. ゴイアンジラ
17. アラグアリ
18. ウベルランジア
5月8日
19. ウベラバ
20. アラシャ
21. セラ・ド・サリトレ
22. パトロシニオ
23. パトス・デ・ミナス
5月9日
24. ヴァルジャン・デ・ミナス
25. ピラポラ
26. モンテス・クラロス
5月10日
27. ボカイウヴァ
28. コウト・デ・マガリャンイス・デ・ミナス
29. ディアマンティーナ
30. クルヴェロ
5月11日
31. ダタス
32. セロ
33. グアニャンイス
34. ゴベルナドール・バラダレス
5月12日
35. ナケ
36. コロネル・ファブリシアーノ
37. イタビラ
5月13日
38. オウロ・プレット
39. イタビリート
40. ブルマジーニョ
5月14日
41. コンタジェン
42. ベロオリゾンテ
5月15日
43. サン・ジョアン・デル・レイ
44. チラデンテス
45. バルバセーナ
46. ジュイス・デ・フォーラ
5月16日
47. ビカス
48. レオポルジナ
49. ムリアエ
50. イタペルーナ
51. ボン・ジェズース・ド・イタバポアナ
52. カショエイロ・ジ・イタペミリン
5月17日
53. グァラパリ
54. ヴィラ・ヴェーリャ
55. ヴィトーリア
5月18日
56. セラ
57. アラクルス
58. コラチナ
59. リニャレス
60. サン・マテウス
5月19日
61. テイシェイラ・デ・フレイタス
62. イタマラジュ
63. サンタ・クルス・カブラーリア
64. ポルト・セグーロ
5月20日
65. エウナーポリス
66. イタペチンガ
67. ヴィトリア・ダ・コンキスタ
5月21日
68. イタンベー
69. フロレスタ・アズール
70. イビカライ
71. イタブーナ
72. イリェウス
5月22日
73. カイル（モロ・デ・サンパウロ）
74. イタカレ
75. カマム
76. イトゥベラ
77. ヴァレンサ
5月23日
78. レンソイス
5月24日
79. サルヴァドール
5月25日
80. フェイラ・デ・サンタナ
81. リアション・ド・ジャクイペ
82. カピン・グロッソ
83. セニョール・ド・ボンフィン
5月26日
84. ジャグアラリ
85. ジュアゼイロ
86. ソブラジーニョ
87. ペトロリーナ
5月27日
88. ラゴア・グランデ
89. サンタ・マリア・ダ・ボア・ヴィスタ
90. オロコ
91. カブロボ
92. パウロ・アフォンソ
5月28日
93. カニンデー・デ・サン・フランシスコ
94. ポソ・レドンド
95. ノッサ・セニョーラ・ダ・グローリア
96. ノッサ・セニョーラ・ダス・ドレス
97. アラカジュ
5月29日
98. プロプリア
99. サン・セバスチアン
100. アラピラカ
101. サン・ミゲル・ドス・カンポス
102. マセイオ
5月30日
103. ムリシ
104. ウニアン・ドス・パルマレス
105. ガラニュンス
106. ラジェド
107. カルアル
5月31日
108. グラヴァタ
109. ジャボアタン・ドス・グアララペス
110. レシフェ
6月1日
111. イポジュカ
6月2日
112. イガラス
113. ペドラス・デ・フォゴ
114. イタバイアナ
115. カンピナグランデ
6月3日
116. グアラビラ
117. サペー
118. ジョアンペソア
6月4日
119. ママングアペ
120. サン・ジョゼ・デ・ミピブ
121. パルナミリム
122. ナタール
6月5日
123. フェルナンド・デ・ノローニャ
6月6日
124. ラジェス
125. アンジコス
126. アスー
127. モソロー
6月7日
128. アラカチ
129. アキラス
130. フォルタレザ
6月8日
131. カウカイア
132. イタパジェ
133. フォルキーリャ
134. ソブラル
6月9日
135. マサペ
136. グランジャ
137. カモシン
138. バホキーニャ
139. パルナイバ
6月10日
140. ピラクルカ
141. ピリピリ
142. カンポ・マイオル
143. アルトス
144. テレジーナ
6月11日
145. パルマス
6月12日
146. サン・ルイス
6月13日
147. バヘイリーニャス
6月14日
148. インペラトリス
6月15日
149. ベレン
6月16日
150. マカパ
6月17日
151. サンタレン
6月18日
152. ボア・ヴィスタ
6月19日–20日
153. マナウス
6月20日
154. イランドゥバ
155. プレジデンテ・フィゲイレド
6月21日
156. リオブランコ
6月22日
157. ポルト・ヴェーリョ
6月23日
158. ヴァルゼア・グランデ
159. クイアバ
6月24日
160. パンタナル
6月25日
161. カンポ・グランデ
6月26日
162. シドロランディア
163. リオ・ブリリャンテ
164. マラカジュ
165. イタポラン
166. ドウラドス
6月27日
167. ノヴァ・アンドラジーナ
168. バタグアス
169. プレジデンテ・プルデンテ
6月28日
170. パラグアス・パウリスタ
171. マリーリア
172. アシス
173. ロンドリーナ
6月29日
174. アラポンガス
175. マリンガ
176. カンポ・モウラン
177. カスカヴェル
6月30日
178. マテランジア
179. メジアネイラ
180. サン・ミゲル・ド・イグアス
181. サンタ・テレジーニャ・デ・イタイプ
182. フォス・ド・イグアス
7月1日
183. フォス・ド・イグアス
7月2日
184. セウ・アズール
185. サンタ・テレザ・ド・オエステ
186. レアレザ
187. フランシスコ・ベルトラン
188. パト・ブランコ
7月3日
189. サン・ロウレンソ・ド・オエステ
190. シャペコ
191. コンコルジア
192. エレシン
193. パソ・フンド
7月4日
194. サン・ミゲル・ダス・ミソンイス
195. サント・アンジェロ
196. イジュイ
197. クルス・アルタ
7月5日
198. エンカンタド
199. ラジェアド
200. サンタ・クルス・ド・スル
201. サンタ・マリア
7月6日
202. サン・セペ
203. カサパヴァ・ド・スル
204. カングス
205. リオ・グランデ
206. ペロタス
7月7日
207. サン・ロウレンソ・ド・スル
208. カマクアン
209. グアイバ
210. ポルト・アレグレ
7月8日
211. カノアス
212. エステイオ
213. ノヴォ・アンブルゴ
214. グラマド
215. カネラ
216. ノヴァ・ペトロポリス
217. カシアス・ド・スル
7月9日
218. ベント・ゴンサルヴェス
219. トレス
220. ソンブリオ
221. アララングア
222. クリシューマ
7月10日
223. トゥバラン
224. トレス
225. ラグナ
226. サン・ジョゼ
7月10日–11日
227. フロリアノーポリス
7月12日
228. ビグアス
229. バウネアーリオ・コンボリウー
230. イタジャイ
231. イリョタ
232. ガスパール
233. ブルメナウ
7月13日
234. マサランドゥバ
235. ジャラグア・ド・スル
236. サン・フランシスコ・ド・スル
237. ジョインヴィレ
7月14日
238. サン・ジョゼ・ドス・ピニャイス
239. クリチバ
7月15日
240. ファゼンダ・リオ・グランデ
241. アラウカーリア
242. カンポ・ラルゴ
243. ポンタ・グロッサ
7月16日
244. カストロ
245. イタラレ
246. イタペバ
247. カポン・ボニート
248. イタペティニンガ
7月17日
249. ソロカーバ
250. タトゥイ
251. ボトゥカトゥ
252. レンソイス・パウリスタ
253. バウル
7月18日
254. ジャウー
255. アララクアラ
256. サン・カルロス
257. リベイラン・プレト
7月19日
258. セルトンジーニョ
259. ジャボチカバル
260. ベベドウロ
261. バレトス
262. フランカ
7月20日
263. リオ・クラロ
264. リメイラ
265. アメリカーナ
266. カンピーナス
7月21日
267. インダイアツーバ
268. イトゥー
269. ジュンジアイ
270. オザスコ
7月22日
271. プライア・グランデ
272. サン・ヴィセンテ
273. サントス
274. グアルジャ
7月23日
275. グアルーリョス
276. サン・カエタノ・ド・スル
277. サントアンドレ
278. サンベルナルド・ド・カンポ
7月24日
279. サンパウロ
7月25日
280. イリャベラ
7月26日
281. スザノ
282. モジ・ダス・クルーゼス
283. ジャカレイー
284. サン・ジョゼ・ドス・カンポス
7月27日
285. タウバテ
286. サン・ルイス・ド・パライチンガ
287. ウバトゥバ
288. パラチー
289. アングラ・ドス・レイス
7月28日
290. イーリャ・グランデ
291. リオ・クラロ
292. レゼンデ
293. バラ・マンサ
294. ヴォルタ・レドンダ
7月29日
295. ピライ
296. バラ・ド・ピライ
297. ヴァソウラス
298. パライーバ・ド・スル
299. トレス・リオス
300. ペトロポリス
7月30日
301. テレゾポリス
302. グアピミリン
303. カショエイラス・デ・マカク
304. ノヴァ・フリブルゴ
7月31日
305. コルデイロ
306. イタオカラ
307. サン・フィデーリス
308. カンポス・ドス・ゴイタカゼス
309. マカエー
8月1日
310. リオ・ダス・オストラス
311. アルマサン・ドス・ブージオス
312. サン・ペドロ・ダ・アルデイア
313. イグアバ・グランデ
314. アラルアマ
315. アライアル・ド・カボ
316. カブ・フリウ
8月2日
317. サクアレマ
318. リオ・ボニート
319. タングアー
320. イタボライ
321. サンゴンサロ
322. ニテロイ
8月3日
323. セントロ
324. ドゥケ・デ・カシアス
325. サン・ジョアン・デ・メリチ
326. ニローポリス
327. ベルフォード・ロッショ
328. ノヴァ・イグアス
8月4日
329. バーハ・ダ・チジュカ
330. カンポ・グランデ
331. バング
332. マドゥレイラ
333. コパカバーナ
8月5日
334. コルコバードのキリスト像
335. ボタフォゴ
336. ポン・ヂ・アスーカル
337. フラメンゴ
338. エスタジオ・ド・マラカナン

## 聖火点灯
2016年リオデジャネイロオリンピックの開会式では、聖火はグスタボ・クエルテンによってスタジアムに運ばれ、オルテンシア・マルカリにリレーされた。マルカリから聖火を受け取ったバンデルレイ・デ・リマが聖火台に点火した。

## 著名な聖火ランナー
聖火ランナーとして走った主な著名人は以下の通り。
- バンデルレイ・デ・リマ：ペレが体調を理由に辞退した後最終聖火ランナーに選ばれ、聖火台に点火した。デ・リマは2004年アテネオリンピックのマラソン競技でコースに乱入した男に妨害されながらも銅メダルを獲得したことで知られ、最終聖火ランナーとして有力視されていた[3]。
- オルテンシア・マルカリ（英語版、ポルトガル語版）：ブラジルで最も偉大とされる女子バスケットボール選手[3]。
- グスタボ・クエルテン：南米史上最高の男子テニス選手[3]。
- 潘基文：国際連合事務総長[4]
- トーマス・バッハ：国際オリンピック委員会会長[4]。
- カルロス・ヌズマン：2016年リオデジャネイロオリンピック・パラリンピック組織委員会会長[4]。
- アドリアナ・リマ：ブラジル出身のファッションモデル[5]。
- エドゥアルド・パエス（英語版、ポルトガル語版）：リオデジャネイロ市長[6]。
- エロイーザ・ピニェイロ（英語版、ポルトガル語版）：ボサノヴァ楽曲『イパネマの娘』のインスピレーション元となった人物。